# Christian Dreier
Christian Dreier (Szczecin, 1610 - Königsberg, 1688) est un théologien et philosophe protestant allemand, important commentateur d'Aristote.

## Biographie
Il commença par des études de droit à Iéna (maîtrise en 1631), puis poursuivit des études de philosophie et de théologie à Wittemberg, notamment auprès de Jakob Martini, ainsi qu'à Rostock et à Copenhague. En 1638, il arrive à Königsberg, où enseignait à l'époque Abraham Calovius, et il y enseigna pendant deux ans l'histoire et la philosophie, apparemment sans grand succès. En 1644, Dreier y obtient le doctorat en théologie, et commence à y enseigner cette discipline la même année. En 1645, il participe avec Georgius Calixtus et Abraham Calovius aux discussions théologiques de Toruń (colloquium charitativum Thoruniense), initiées par le roi de Pologne Ladislas IV (1632-1648) afin de réunir des représentants de l'Église catholique et des églises réformées. Sur le plan théologique, Dreier était très proche des positions de Georgius Calixtus, qu'il défendait dans une série d'écrits de polémique. En 1648 il est nommé prédicateur de la cour, en 1652 membre du Consistoire et professeur ordinaire, puis en 1657 professor primarius. Sur le plan philosophique, Dreier se caractérise surtout par une sorte de fondamentalisme aristotélicien, assez unique en son siècle, tant contre les systèmes scolastiques que contre les philosophies nouvelles.

## Œuvres
- Sapientia seu Philosophia prima ex Aristotele et optimis antiquis Graecis praesertim commentatoribus Methodo scientifica conscripta et XX disputationibus in Academia Regiomontana in usum discentium publice proposita (Königsberg, 1644).
- De certitudine, in Dialectica Regiomontana, hoc est Compendium Topicorum Aristotelis, ed. Johann Eberhard Busmann (Hemstedt, 1680).